# Vendidade
Vendidade (Vendidad) é um dos livros do Avestá, que são textos sagrados do Zoroastrismo. A origem da palavra encontra-se em Vi-daevo-dato, "lei contra os demónios". Escrito numa forma recente do avéstico, a fixação do texto aconteceu entre o séculos III e IV, embora o conteúdo seja anterior, possivelmente anterior a Zaratustra (cuja vida a investigação mais recente situa em geral em cerca de 1200-1 000 a.C.), tendo sido transmitido por via oral de geração em geração. 
O Vendidade está dividido em 22 capítulos ou Fargards, começando cada um deles com uma pergunta feita por Zaratustra a Aúra-Masda sobre um dado assunto. O seu conteúdo temático inclui geografia, histórias mitícas, leis civis e religiosas, medicina, bem como fórmulas religiosas e regras de pureza. Entre estas regras de pureza encontram-se, por exemplo, a prescrição da reclusão das mulheres em estado de menstruação num compartimento da casa ou o rito funerário de colocar os cadáveres em elevações ou torres (dakhmas) para serem consumidos por aves de rapina, de modo a não poluir a terra. 
Vendidade é também o nome de uma cerimónia religiosa efectuada durante a noite pelos sacerdotes zoroastrianos com o objectivo de combater os demónios. Nesta cerimónia, que começa à meia-noite e termina no fim da madrugada, é lido todo o texto do Vendidade. Pode ser realizada depois de um funeral ou em outra ocasião em que se considere propício afastar os demónios.
A actual comunidade zoroastriana encontra-se dividida em torno de que significado atribuir ao Vendidade. Para os zoroastrianos conservadores as suas regras devem ser cumpridas com o máximo rigor, enquanto que para os zoroastrianos de tendência liberal e reformista o texto possui um valor histórico e antropológico, mas não faz parte da mensagem religiosa de Zaratustra. 

## Ligação externa
- (em inglês) Texto do Vendidad
- (em inglês) O Vendidad é um texto zoroastriano? - artigo de um sacerdote zoroastriano.
- (em inglês) Vendidad - artigo de Hannah M.G. Shapero.